# Плутонийпентаникель
Плутонийпентаникель — бинарное неорганическое соединение
плутония и никеля
с формулой Ni5Pu,
кристаллы.

## Получение
- Сплавление стехиометрических количеств чистых веществ:

{\displaystyle {\mathsf {Pu+5Ni\ {\xrightarrow {1300^{o}C}}\ Ni_{5}Pu}}}

## Физические свойства
Плутонийпентаникель образует кристаллы
гексагональной сингонии,
пространственная группа P 6/mmm,
параметры ячейки a = 0,4872 нм, c = 0,398 нм, Z = 1,
структура типа пентамедькальция CaCu5.
Соединение конгруэнтно плавится при температуре 1300 °С,
имеет область гомогенности 83,3÷85,5 ат.% никеля.